# Gentianella minutissima
Gentianella minutissima är en gentianaväxtart som först beskrevs av Pierre Edmond Boissier, och fick sitt nu gällande namn av Josef Holub. Gentianella minutissima ingår i släktet gentianellor, och familjen gentianaväxter. Inga underarter finns listade i Catalogue of Life.